# Dactylocladus stenostachys
Dactylocladus stenostachys ist ein Baum in der Familie der Crypteroniaceae aus Borneo. Es ist die einzige Art der Gattung Dactylocladus.

## Beschreibung
Dactylocladus stenostachys wächst als immergrüner Baum bis etwa 40 Meter hoch. Der Stammdurchmesser erreicht bis zu 120–150 Zentimeter. Es werden Pneumatophoren und Adventivwurzeln gebildet. Die rötlich- bis gräulich-braune Borke ist mehr oder weniger rissig bis schuppig.
Die einfachen, lederigen und kahlen, kurz gestielten Laubblätter sind gegenständig. Der kurze Blattstiel ist bis 5 Millimeter lang. Die ganzrandigen Blätter mit leicht umgebogenem Rand sind eiförmig bis verkehrt-eiförmig oder elliptisch. Sie sind etwa 4–12 Zentimeter lang und 2,5–5 Zentimeter breit. An der Spitze sind sie abgerundet oder rundspitzig bis spitz. Die Nervatur ist gefiedert mit undeutlichen Seitenadern. Die Nebenblätter sind minimal.
Es werden aufrechte, end- oder achselständig Rispen mit vielblütigen und traubigen Seitenästen gebildet. An den Seitenachsen und bei den Blüten sind abfallende, minimale Tragblätter ausgebildet. Die zwittrigen, fast sitzenden, sehr kleinen und weißen Blüten sind vier- bis fünfzählig mit doppelter Blütenhülle. Es ist ein kleiner behaarter, etwa 2 Millimeter langer Blütenbecher und sehr kleine dreckige Kelchblätter vorhanden. Die früh abfallenden, kurz genagelten Petalen sind außen behaart und etwa 1 Millimeter lang. Es sind 5 sehr kurze Staubblätter mit leicht haarigen Staubfäden ausgebildet. Der mehrkammerige, oberseits behaarte Fruchtknoten ist halbunterständig mit kurzem, priemlichem und leicht feinhaarigem Griffel mit kopfiger Narbe.
Es werden kleine, gelb-grüne, etwa 3–4 Millimeter große, mehrsamige, feinhaarige, lokulizide Kapselfrüchte (Scheinfrucht) mit Griffelresten, im anhaftenden Blütenboden, mit beständigem Kelch gebildet. Wenn sich die langspitzigen Klappen öffnen, dann sind sie an der Spitze oft mit dem beständigen, sich nicht teilenden, Griffelrest bogig verbunden (Rahmenkapsel). Die flachen, schmal-elliptischen, etwa 10 Samen sind rundum kurz geflügelt und sind mit membranösem Flügel 2,5–3 Millimeter lang und etwa 1 Millimeter breit.

## Taxonomie
Die Erstbeschreibung der Gattung Dactylocladus und der Art Dactylocladus stenostachys erfolgte 1895 durch Daniel Oliver in Hooker's Icon. Pl. 24: t. 2351.

## Verwendung
Das relativ leichte bis mittelschwere, nicht beständige, relativ weiche Holz ist bekannt als Jongkong oder Merebong, Merubong.